# Kevin Lerena
Kevin Lerena (født 5. maj 1992 i Johannesburg i Sydafrika) er en sydafrikansk professionel bokser, der konkurrerer i cruiservægt. Liebenberg blev professionel i 2011 og har bemærkelsesværdige sejre over Johnny Muller (som er den eneste han også har tabt til), Roberto Bolonti og danske Micki Nielsen. Han er tidligere sydafrikansk mester i cruiservægt og WBC ungdoms-sølv-cruiservægtmester.